# Oscar Hinsberg
Oscar Heinrich Daniel Hinsberg (* 21. Oktober 1857 in Berlin; † 13. Februar 1939 in Freiburg im Breisgau) war ein deutscher Chemiker und Hochschullehrer.
Oscar Hinsberg studierte Chemie und wurde an der Universität Tübingen promoviert, sein Doktorvater war Eugen Baumann. Er wirkte als Professor an der Universität Freiburg und später an der Universität Genf. 
Hinsberg entwickelte die Hinsberg-Trennung, ein Verfahren zur Identifizierung und Trennung verschiedener Amine über deren Sulfonamide, sowie die Hinsberg-Thiophensynthese. Er synthetisierte 1887 Phenacetin.